# Greg Poss
Gregory Raymond „Greg“ Poss (* 6. Mai 1965 in Green Bay, Wisconsin) ist ein ehemaliger US-amerikanischer Eishockeyspieler und derzeitiger -trainer. Poss trainierte im Verlauf seiner Karriere unter anderem die Iserlohn Roosters, Nürnberg Ice Tigers und Adler Mannheim in der Deutschen Eishockey Liga (DEL). Mit den Adlern wurde er einmal Deutscher Meister, mit dem EC Red Bull Salzburg zudem einmal Österreichischer Meister. Von Oktober 2004 bis November 2005 war er Bundestrainer der deutschen Nationalmannschaft.

## Karriere als Spieler
Greg Poss begann seine Karriere bei den Dubuque Fighting Saints, mit denen er die Meisterschaft in der United States Hockey League (USHL) gewann. Anschließend spielte er vier Jahre für das Eishockeyteam der University of Wisconsin–Madison. Im Jahr 1988 gewann das Team die Broadmoor Trophy. Sein Profidebüt gab der Verteidiger im Jahr 1989 in der American Hockey League (AHL) für die Maine Mariners. Nach zwei Spielzeiten wechselte er in die International Hockey League (IHL) zu den Peoria Rivermen. Nach einer schweren Knieverletzung musste er seine Spielerkarriere in der Saison 1991/92 im Alter von 26 Jahren beenden.

### Erfolge und Auszeichnungen
- 1985 Meister der United States Hockey League mit den Dubuque Fighting Saints
- 1988 Broadmoor-Trophy-Gewinn mit der University of Wisconsin–Madison

### Karrierestatistik
(Legende zur Spielerstatistik: Sp oder GP = absolvierte Spiele; T oder G = erzielte Tore; V oder A = erzielte Assists; Pkt oder Pts = erzielte Scorerpunkte; SM oder PIM = erhaltene Strafminuten; +/− = Plus/Minus-Bilanz; PP = erzielte Überzahltore; SH = erzielte Unterzahltore; GW = erzielte Siegtore; 1 Play-downs/Relegation; Kursiv: Statistik nicht vollständig)

## Karriere als Trainer

### Vereinstrainer
Durch das frühe Ende seiner Spielerkarriere wurde Greg Poss schon mit 25 Jahren Coach des schwedischen Drittligisten Olofströms IK. Danach kam er nach Deutschland, wo er zuerst den ERC Sonthofen und den ETC Timmendorfer Strand trainierte. Ab 1997 war er für den Iserlohner EC tätig, mit dem er ab der Saison 2000/01 in der Deutschen Eishockey Liga (DEL) antrat. In der Spielzeit 2002/03 verpasste das Team nur knapp den Einzug in die Playoffs. Daraufhin wurde er zum „Besten Trainer der DEL“ gewählt. In Iserlohn wurde er in den Jahren 1996, 1997, 1999, 2000 und 2001 zum Trainer des Jahres gewählt. Bei seinem Abschied im Jahr 2003 war er mit einer Amtszeit von sechs Jahren der dienstälteste Trainer der Iserlohner Eishockeygeschichte.
Zur Saison 2003/04 wechselte Poss zu den Nürnberg Ice Tigers, mit denen er nach zweiten und dritten Plätzen in der Hauptrunde zweimal im Playoff-Viertelfinale ausschied. Bei der Weltmeisterschaft 2004 war er als Co-Trainer für das US-amerikanische Nationalteam tätig, mit der er die Bronzemedaille errang. Als Nachfolger von Stéphane Richer übernahm er am 14. Dezember 2005 die Adler Mannheim. Nachdem in der Saison 2005/06 die Playoffs verpasst worden waren, gewann er mit den Adlern in der Spielzeit 2006/07 das Double aus Pokalsieg und deutscher Meisterschaft. Nach einem schlechten Start und einer Pleitenserie wurde er am 22. Dezember 2007 in Mannheim entlassen und durch Dave King ersetzt.

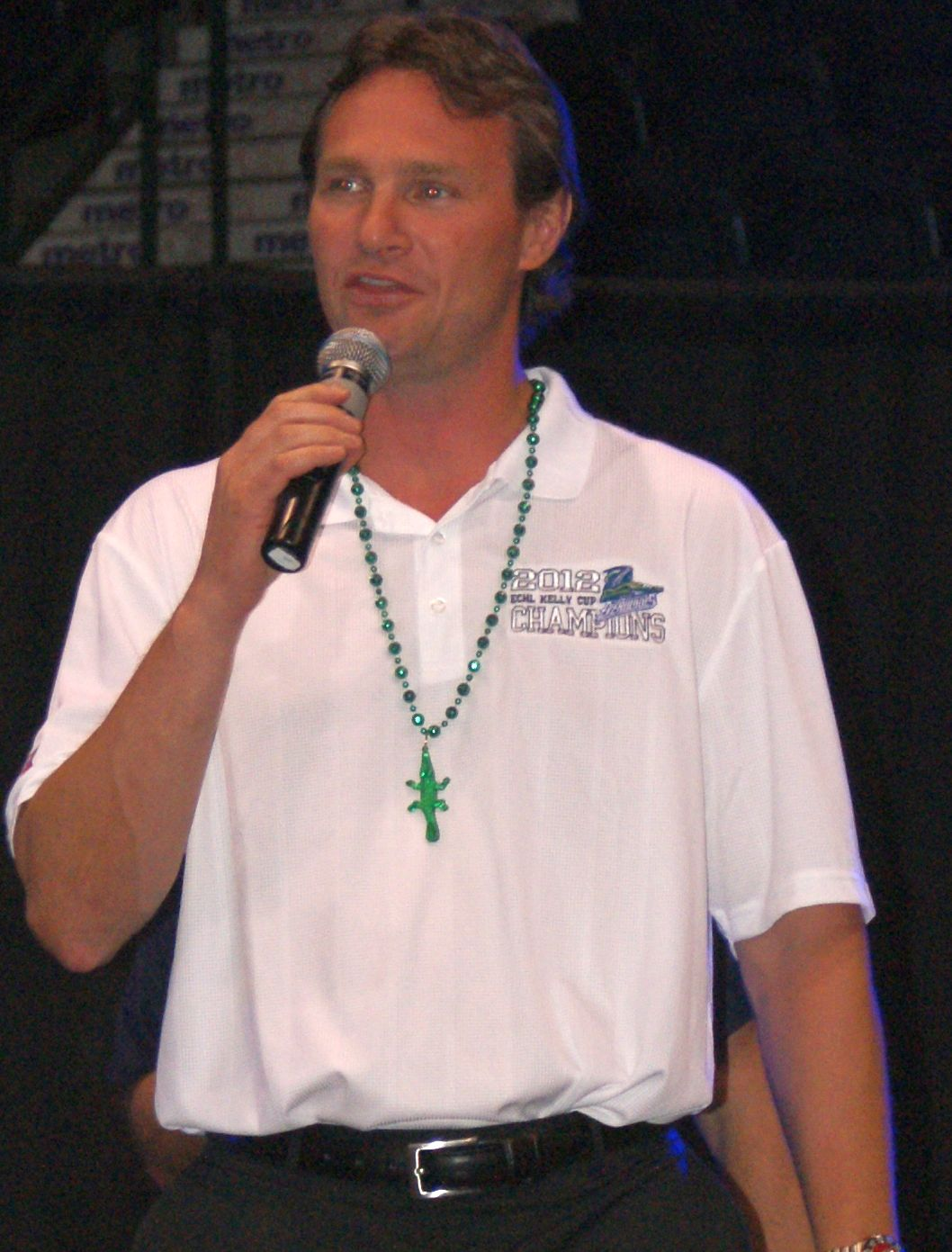
Greg Poss bei den Feierlichkeiten nach dem Gewinn des Kelly Cup (2012)

Nach einer Spielzeit als Co-Trainer der Ontario Reign in der ECHL unterschrieb Poss zur Saison 2010/11 einen Zweijahresvertrag als Cheftrainer bei den Florida Everblades, mit denen der US-Amerikaner in der Saison 2011/12 den Kelly Cup gewann. Er blieb bis zum Ende der Saison 2015/16 bei den Everblades im Amt. Am 26. Mai 2016 wurde er als Cheftrainer des EC Red Bull Salzburg aus der Österreichischen Eishockey-Liga vorgestellt. In der Saison 2018/19 führte er Salzburg ins Halbfinale der Champions Hockey League. Ende Februar 2019 wurde er als Trainer beim EC Salzburg aufgrund mangelnder sportlicher Erfolge entlassen. Die Mannschaft verlor unter seiner Leitung sechs der vorangegangenen sieben Spiele.
Nach einer dreieinhalbjährigen Pause kehrte Poss Mitte Oktober 2022 als Nachfolger des entlassenen Kurt Kleinendorst zu den Iserlohn Roosters zurück. Im Oktober 2023 wurde er freigestellt. Von Dezember 2023 bis zum Ende der Saison 2023/24 war er Cheftrainer der Krefeld Pinguine aus der DEL2.

### Bundestrainer
Ab dem 1. Oktober 2004 betreute Poss in einer Doppelfunktion die deutsche Nationalmannschaft. Nach dem Ende der Saison 2004/05 legte er sein Amt bei den Ice Tigers nieder, um sich voll auf seine Aufgaben als Bundestrainer zu konzentrieren. Mit dem Deutschen Eishockey-Bund (DEB) schloss er Anfang Februar 2005 trotz bis dahin durchwachsener Leistungen einen unbefristeten Vertrag ab. Beim Deutschland-Cup 2004 verlor das Team viermal in vier Spielen und bei einem Vier-Nationen-Turnier in Budapest gab es Niederlagen gegen Kanada und der Slowakei. Eine Blamage wurde durch ein knappes 4:3 gegen den Gastgeber Ungarn verhindert. In der Vorbereitung zur Weltmeisterschaft 2005 lief es besser: Gegen die USA verpasste man mit einem 2:3 nur knapp eine Überraschung, in Weißrussland siegte die deutsche Mannschaft mit 4:1. Bei der Weltmeisterschaft konnte man dagegen in der Vorrunde keinen Sieg feiern. In der Abstiegsrunde holte das deutsche Nationalteam drei Punkte aus drei Spielen und stieg als Vorletzter der Relegation in die B-Gruppe ab. Daraufhin wurde die Kritik in den Medien größer und es gab Gerüchte über einen Trainerwechsel. Poss blieb allerdings Bundestrainer, der DEB ersetzte allerdings die bisherigen Co-Trainer Ernst Höfner und Bernhard Englbrecht durch Uwe Krupp und Klaus Merk. Am 14. Dezember 2005 wurde sein Vertrag dann aber doch aufgelöst, einen Tag später wurde Uwe Krupp als sein Nachfolger bekanntgegeben.

### Erfolge und Auszeichnungen
| - 2003 DEL-Trainer des Jahres - 2004 Bronzemedaille bei der Weltmeisterschaft (als Co-Trainer) - 2007 Deutscher Meister mit den Adler Mannheim - 2007 Deutscher Pokalsieger mit den Adler Mannheim | - 2012 Kelly-Cup-Gewinn mit den Florida Everblades - 2015 Trainer beim ECHL All-Star Game - 2018 Österreichischer Meister mit dem EC Red Bull Salzburg |